# 早尾東城

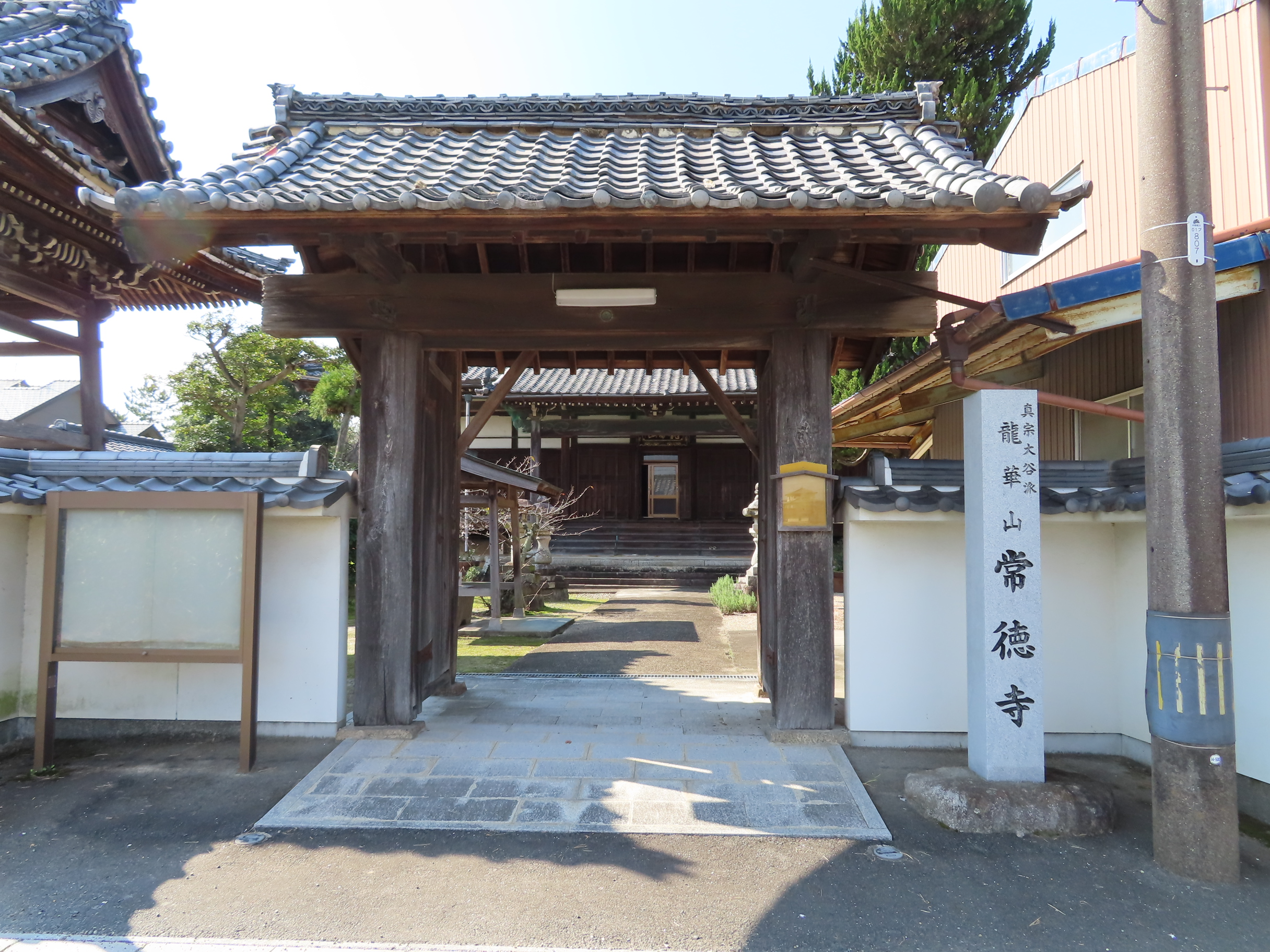
常徳寺

早尾東城（はやおひがしじょう）は、愛知県愛西市にあった日本の城（平城）。

## 概要
津島の豪族である大橋源三右衛門が築城した。

## 歴史
大永4年（1524年）勝幡城主である織田信定に攻められこの城を明け渡した。
天正10年（1582年）本能寺の変の後に織田信雄の家臣であり、橋本道一の弟である橋本大膳が城主となったが、後に矢合城へ移り、廃城となった。文禄元年（1592年）城の跡地へ常徳寺が建てられた。

## 規模
東西約180ｍ、南北約55ｍ。

## 現在の状況
現在は常徳寺になっており、近くに石碑と説明板がある。遺構は何も残っていない。

## 所在地
愛知県愛西市早尾町城屋敷